# Aksakovo (huyện)
Aksakovo là một huyện thuộc tỉnh Varna, Bungaria. Dân số thời điểm năm 2001 là 19118 người.